# Perieres von Chalkis
Perieres von Chalkis (altgriechisch Περιήρης ἐκ Χαλκίδος) war ein Pirat im 5. Jahrhundert v. Chr. Zusammen mit Krataimenes von Samos führte er eine Schar Seeräuber an. Vom sizilischen Stützpunkt Zankle führten sie ihre Raubzüge aus.
Anaxilas, der Tyrann von Rhegion, attackierte Zankle vom Meer her mit einer rhegischen Flotte, während Gorgos und Mantiklos mit einem messenischen Heer von der Landseite angriffen. Sie eroberten die Stadt und nannten sie nun Messina. Anaxilas wollte alle, die um Gnade flehten, töten lassen und alle anderen in die Sklaverei verkaufen. Doch Gorgos und Mantiklos konnten ihn überzeugen, die Einwohner, die auch Griechen waren, zu verschonen. Über den weiteren Verbleib des Perieres ist nichts bekannt.